# Битва при Литл-Бигхорне
Би́тва при Литл-Бигхо́рне (англ. Battle of the Little Bighorn) — сражение между индейским союзом лакота—северные шайенны и Седьмым кавалерийским полком армии США, произошедшее 25—26 июня 1876 года у реки Литл-Бигхорн (досл. — Малая [река] Толсторог) в Монтане. Битва закончилась уничтожением пяти рот американского полка и гибелью его знаменитого командира Джорджа Кастера.

## Предыстория
После окончания гражданской войны поселенцы потянулись на Запад континента, что вызвало войны с проживавшими там племенами сиу. Изнурённые войной с Югом, войска США потерпели поражение, в 1868 году был заключён договор, по которому закрывалась дорога, проходящая через индейские земли, и уничтожались выстроенные вдоль неё форты. Подготовившись к новой войне, в феврале 1876 года войска генералов Терри и Крука вновь вторглись в индейские земли. Сиу пришлось сниматься с мест и отступать племенными группами.
В июне колонна генерала Терри, наступая вдоль южного берега Йеллоустона, наткнулась на недавно покинутые пастбища. Собрав совет, Терри решил наступать на юг, куда ушли индейцы, пехотой и артиллерией, в то же время послав кавалерию к верховьям реки Литл-Бигхорн, чтобы та заперла путь для отступления сиу. 22 июня все 12 рот 7-го кавалерийского полка, отряд индейцев-разведчиков и 175 мулов с запасом продовольствия на 15 дней под руководством Кастера выступили. 24 июня Кастер обнаружил следы огромного лагеря и решил совершить ночной марш-бросок, чтобы не дать индейцам скрыться. Полк прибыл на место в 2 ночи 25 июня, после чего разбил лагерь.
В 10 утра Кастер взошёл на холм перед биваком, откуда ему открылся вид на край вражеского лагеря. Ему сообщили, что на отбившуюся часть обоза напал небольшой отряд индейцев, и, чтобы не потерять эффект неожиданности, Кастер решил атаковать в этот же день. Он разделил полк на 3 части: сам возглавил роты «C» (Том Кастер), «E» (Элджернон Смит), «F» (Джордж Йетс), «I» (Майлз Кеог) и «L» (Джеймс Колхаун); майор Рино получил «A», «G» и «M»; капитану Бентину поручил роты «D», «H» и «K»; обоз получил для охраны роту «В» и солдат из нескольких других рот, под сводным командованием капитана Макдугала. Бентин получил указание взять влево и исследовать пересечённую местность, атакуя обнаруженных индейцев; в случае отсутствия искомых ему следовало догонять главные силы. Рино должен был наступать вдоль левого берега реки, где находился лагерь индейцев, а сам Кастер — вдоль правого.

## Битва
В 15:00 25 июня Рино остановил свою колонну в нескольких сотнях метров от стойбища, приказав спешиться и открыть огонь. Появление врага вызвало смятение в лагере Сидящего Быка: женщины схватили детей и побежали на север, мужчины побросали свои дела, схватили оружие и бросились в сторону врага. Встретив многократно превосходящие силы, Рино приказал отойти в рощицу к реке.
Бешеный Конь повёл индейцев в атаку, они также зашли с флангов в тыл к американцам. Рино решил прорваться на холм на противоположной стороне реки (сегодня называющийся Рино-Хилл), при отступлении его роты понесли значительные потери: 46 человек погибло, ещё около двух десятков не смогли прорваться на холм, спрятавшись в зарослях. Роты заняли оборону на холме, а основная масса индейцев отправилась на север, откуда также раздавались звуки битвы. С начала боя прошло около сорока пяти минут.
Кастер, двигаясь на север, взобрался на вершину Рино-Хилл, когда отряд Рино уже спешивался для атаки. Увидев истинный размер стойбища индейцев, он послал курьера к Макдугалу с указанием скорее доставить боеприпасы. Отряд продолжил движение вдоль реки, добравшись до холма напротив стойбища (позже известного как Колхаун-Хилл), где Кастер решил перейти брод. Однако через реку успел перебраться десяток индейцев, открывших ружейный огонь. Кастер, возможно опасаясь многочисленной засады, приказал отступить. Он отправил горниста (они исполняли в армии функции посыльных) Мартина на юг, чтобы тот разыскал и привёл роты Бентина. Мартин оказался последним американцем, кто видел живыми солдат колонны Кастера.
Бентин не нашёл в холмах индейцев и, соединившись с обозом, отправился на север, когда получил донесения первого курьера и Мартина. Ускорив шаг и оставив позади обоз, его части форсировали Литл-Бигхорн и увидели взбиравшихся на холм солдат Рино, преследуемых почти тысячей индейцев. Соединившись на Рино-Хилл, Рино из-за понесённых потерь попросил Бентина остаться, на что тот согласился, развернув свои роты. Индейцы взяли холм в неплотное кольцо и отправили основные силы на север, откуда до осаждённых стали доноситься звуки битвы.
В 16:50 не выдержали нервы у друга Кастера, капитана роты «D» Вейра, который самовольно снялся с позиций и прорвался вниз по течению. Через 20 минут до холма добрался обоз. Получив боеприпасы, Бентин повёл вслед за Вейром роты «Н», «К» и «М». Добравшись до вершины Вейр-Пойнт, войска увидели над Колхаун-Хилл завесу порохового дыма, откуда на них устремились сотни индейцев. Бентин с боем отступил на Рино-Хилл.
После отбытия Мартина нельзя с уверенностью описать действия Кастера, хотя свидетельства индейцев и археологические экспедиции проливают на них некоторый свет. Как считается, Кастер вновь разделил свои силы: оставив на Колхаун-Хилл 2 рубежа обороны, он отправился для разведки на пару миль в северном направлении. Там ему открылся вид на тысячи беженцев-индейцев, и Кастер, сначала хотевший взять их в плен для давления на врагов, решил дождаться Бентина.
Сражение на Колхаун-Хилл, до этого времени характеризовавшееся перестрелкой и бесплодными попытками атак с обеих сторон, получило новый заряд: прибыл отряд из четырёх шайеннов-смертников (Маленький Вихрь, Порезанный Живот, Сжатая Рука и Шумно Идущий). Они атаковали цепь американцев и, хотя все погибли, дали возможность товарищам второй волной ворваться на позиции не успевавших перезарядить оружие американцев. Капитан Колхаун оттянул в критическое место часть войск с других позиций, что позволило индейцам, вдохновлённым примером смертников, вклиниться в поредевшие ряды его роты.
Численное превосходство врага в рукопашном бою привело к уничтожению соединений Колхауна. Немногие уцелевшие поднялись на вершину холма, где последний рубеж обороны удерживала рота «I» капитана Кеога, чьи солдаты через несколько минут рукопашной схватки отступили на север, к Кастер-Хиллу.
Остатки пяти рот под командованием Кастера сгрудились на холме, позже названном в его честь (также известным как «Последняя Позиция Кастера»), атакуемые двадцатикратно превосходившими их силами. Индейцы отмечали беспрецедентную храбрость обречённых, которой они не ожидали от белых. Солдаты роты «E» пытались прорвать окружение, но были полностью истреблены. На вершине Кастер-Хилл американцы поодиночке противостояли наступавшим индейцам в рукопашных боях. Через несколько минут на холме не осталось ни одного живого американца.
Из всех участников последнего боя пяти рот 7-го кавалерийского полка уцелел лишь Команч — конь Кеога, позже ставший талисманом полка. Ещё во время боя начавшееся скальпирование тел врагов, после разгрома заняло всех воинов. Многие трупы были также исполосованы ножами, у них были вырваны внутренности и гениталии.
Около тела Кастера, получившего 2 огнестрельные раны, было найдено 17 стреляных гильз его «ремингтона». У Кастера не был снят скальп, так как никто не хотел признаваться в его убийстве в целях собственной безопасности — 17 июля преследование индейцев завершилось гибелью шайенна Жёлтые Волосы, убитого и оскальпированного знаменитым скаутом Буффало Биллом с возгласом: «Первый скальп за Кастера!»
Позже воин Дождь В Лицо рассказывал о своём убийстве Кастера, однако даже индейцы посчитали, что он выдаёт желаемое за действительное: ранее Дождь В Лицо был публично оскорблён Кастером.
Покончив с Кастером, основные силы индейцев отправились на юг к Рино-Хилл. Роты Рино и Бентина без дела не сидели — мисками и ножами они вырыли окопы. Отсутствие смертников не давало индейцам возможности провести решающую атаку, и они ограничивались обстрелом из ружей и луков, которые были более эффективны из-за параболической траектории полёта стрел.
7 рот держали круговую оборону, страдая от жажды — вылазки к реке не увенчались успехом. Отсутствие информации об отряде Кастера давало пищу версиям о его судьбе, офицеры считали, что он отступил на север к Терри. Им приходила на память битва при Уошите, когда Кастер «забыл» отряд майора Эллиота, полностью вырезанный шайеннами. Солдаты тоже чувствовали себя брошенными.
Ночью на холм проникли 17 человек, не сумевших днём отступить из зарослей. Утром 26 июня атаки индейцев продолжились. Бентин во главе роты «H» совершил вылазку на юг против слишком близко закрепившихся индейцев. Жажда осаждённых только усиливалась, и, наконец, 17 добровольцев вызвались добыть воду, что им удалось: четверо с винтовками (все — немцы) прикрывали остальных, наполнивших котелки речной водой.
Узнав о приближении с севера пехотинцев Терри, на закате Сидящий Бык приказал отступить. За время боёв на Рино-Хилл полк потерял ещё 6 человек убитыми и 48 ранеными.
«Солдаты стреляли часто, а Сиу — метко, и солдаты падали замертво» — Белый Бык.

## Последствия
27 июня на место битвы прибыла пехота Терри, двигавшаяся осторожно после предупреждений уцелевших скаутов. Весть о разгроме Кастера быстро разнеслась по прериям, некоторые индейские племена покинули резервации, чтобы примкнуть к войску Сидящего Быка. Остаток 1876 года и весь 1877 год прошли в преследовании американцами индейцев, большая часть которых была в итоге пленена. Война закончилась победой США, все индейцы были заключены в резервации.
Разгром Кастера вызвал в США огромный резонанс, малопонятный европейцам из-за локального масштаба битвы. Общество требовало наказать виновных. Было выдвинуто множество гипотез, большинство из которых можно опровергнуть. Например, Кастера обвинили в разделении сил, однако, он с успехом применял это прежде.
Уповая на неумение индейцев обороняться, Кастеру вменяют напрасный отказ от перехода реки у Колхаун-Хилл, после которого он мог рассечь поселение индейцев. Здесь также забывается, что в какой-то момент двумстам солдатам пришлось бы всё равно встретить напор основной массы индейцев, находившихся у Рино-Хилл.
Поклонники агрессивного стиля Кастера обвинили Рино и Бентина в промедлении, а то и трусости. Но когда Бентин дошёл до Вейр-Пойнт, остатки пяти рот уже добивали, а наступление до прибытия обоза, то есть без боеприпасов, могло привести к ещё более плачевному итогу боя. Неопровержимым является лишь факт, что Кастер не выполнил приказ «перекрыть путь отступления», а решил, не дожидаясь подхода основных сил, атаковать тысячи индейцев.
На месте битвы сегодня разбит мемориальный комплекс (англ). Погибшие солдаты колонны Кастера считаются в США героями. О битве написано множество книг, поставлено множество спектаклей и снято множество фильмов.

## В кино
- «Они умерли на своих постах» (1941)
- «Последний подвиг»[англ.] (1967)
- «Маленький большой человек» (1970)
- «Сын утренней звезды» (1991)
- «Бешеный Конь» (1996)
- «Схороните моё сердце у Вундед-Ни» (2007)